# Biophytum sensitivum
El suluque de la India (Biophytum sensitivum) es una especie de planta fanerógama perteneciente a la familia Oxalidaceae del género Biophytum. Se encuentra comúnmente en Nepal, la India y en otros países del sudeste de Asia y se utiliza con fines medicinales en Nepal y en la India. Es una de las Diez Flores Sagradas de Kerala.

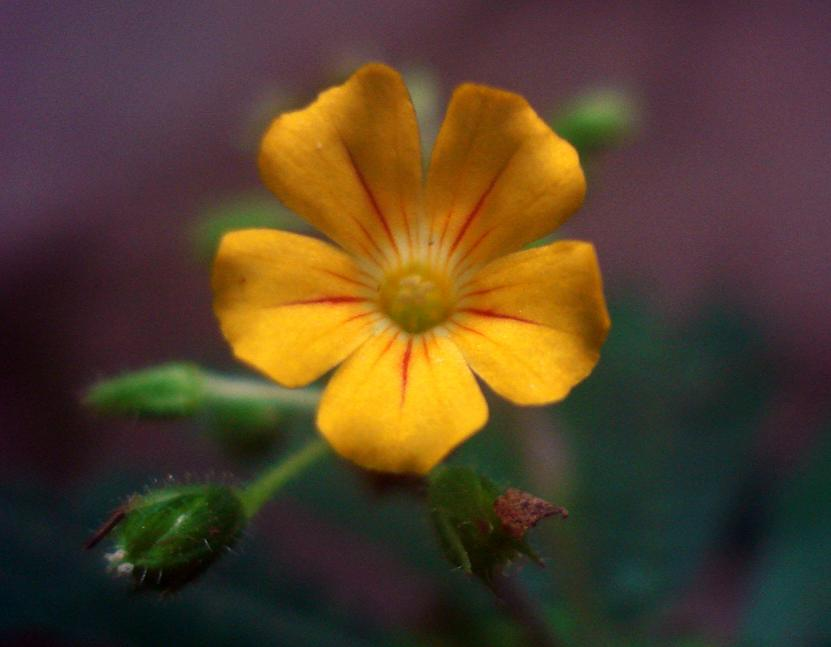
Detalle de la flor

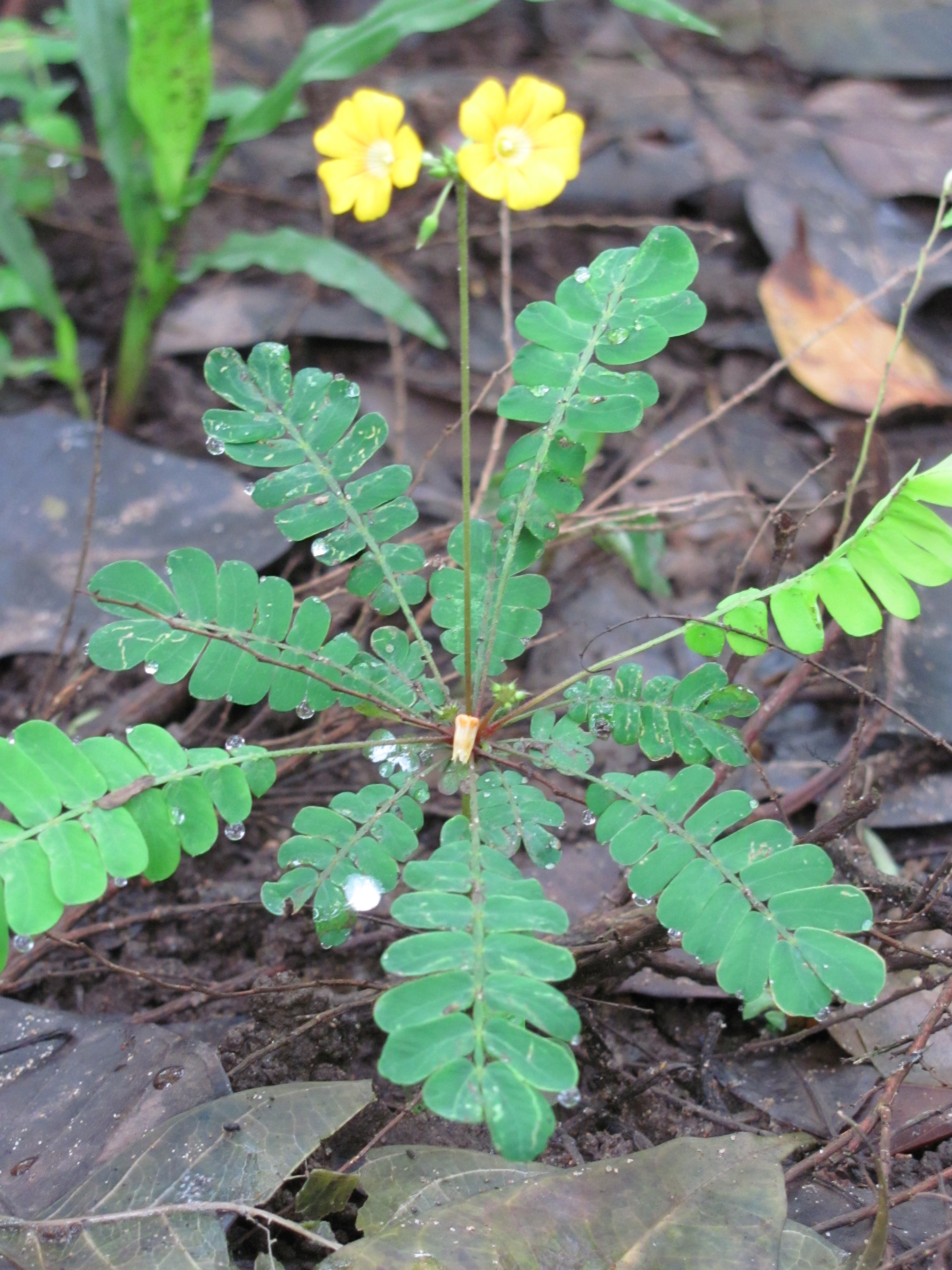
Vista de la planta en flor

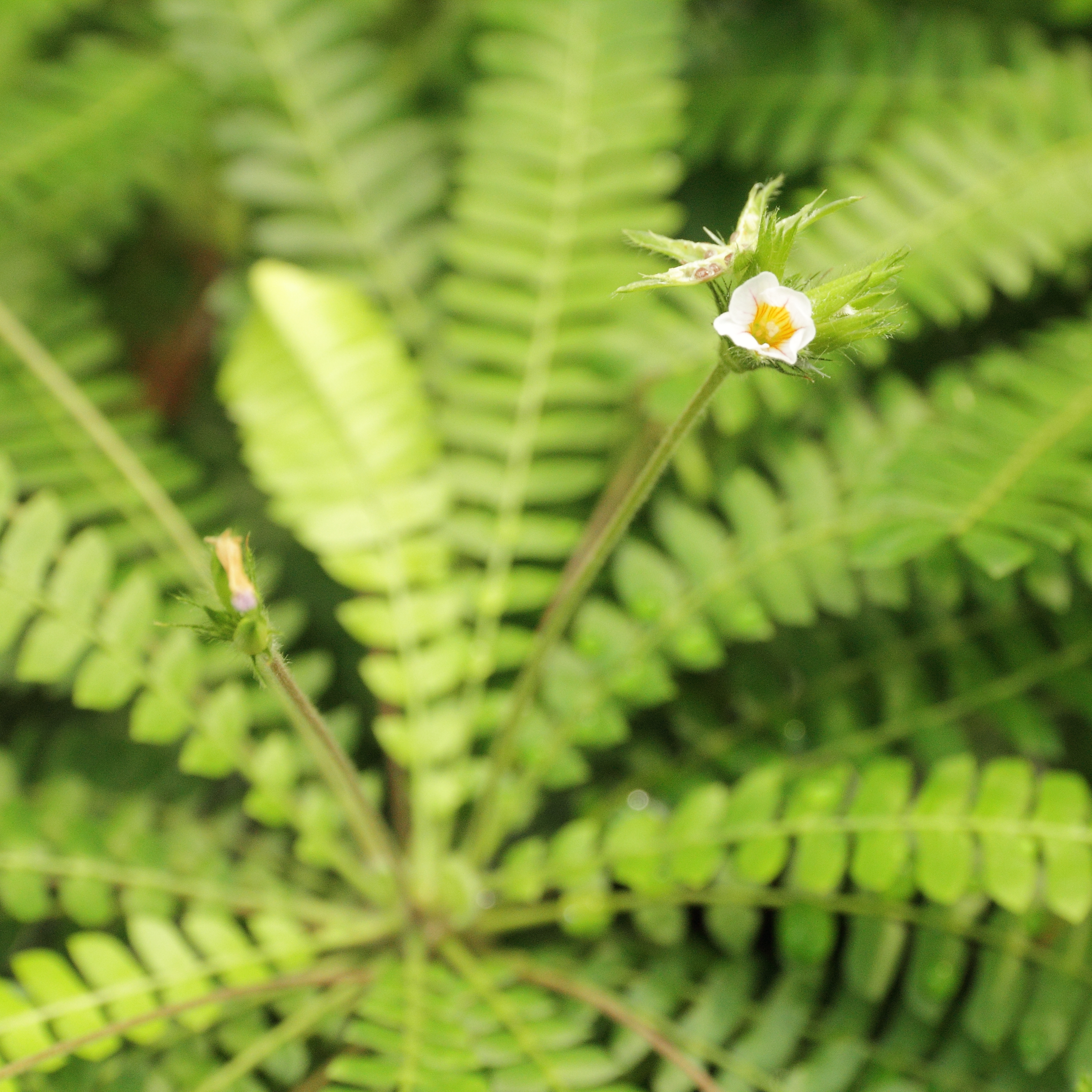
Detalle de las hojas

## Descripción
Es una planta anual que alcanza un tamaño de 5-25 cm de altura, leñosa. Tallo simple, de delgado a grueso. Hojas de 3-13 cm; raquis delgado, moderadamente híspido; folíolos en 6-14 pares; láminas de las hojuelas oblongas a obovadas-oblongas, de 3-15 × 2-7 mm, generalmente glabras, de vez en cuando escasamente cubiertas de tricomas, base casi simétrica. Las inflorescencias en umbelas con varias flores; pedúnculo de 2-7 cm, subequal de longitud que la hoja; brácteas varias, lanceoladas, de 2 mm, densamente abarrotada en el ápice del pedúnculo. Sépalos de 5-6 mm, con tricomas glandulares septados. Pétalos amarillos, más largos que los sépalos. Cápsula elipsoide-obovoide, de 4-5 × 3-4  mm, pubescentes. Fl. y fr. julio-diciembre.

## Distribución y hábitat
Se encuentra en los bordes de caminos, laderas de las montañas, suelos forestales; a una altitud de 100-700 metros en Guangxi, Guizhou, Hainan, Taiwán, Yunnan, India, Indonesia, Malasia, Nepal, Filipinas, Sri Lanka, Tailandia, Vietnam, África tropical?.

## Propiedades
Durante las últimas décadas, una amplia investigación se ha llevado a cabo para dilucidar la química, las actividades biológicas, y las aplicaciones medicinales de B. sensitivum. 
Los análisis químicos han mostrado que las partes de la planta son ricos en compuestos que incluyen amentoflavona, cupressuflavona, e isoorientina. Sus extractos son antibacterianos, antiinflamatorio, antioxidantes, antitumorales, radioprotectores, quimioprotectores, antimetastásicas, antiangiogénicos, cicatriza las heridas, para la inmunomodulación, anti-diabéticos, y cardioprotectores que se encuentran en la naturaleza.

## Taxonomía
Biophytum sensitivum fue descrita por (L.) DC. y publicado en Prodromus Systematis Naturalis Regni Vegetabilis 1: 690. 1824.
Sinónimos
- Biophytum bequaertii De Wild.
- Biophytum bogoroense De Wild.
- Biophytum candolleanum Wight
- Biophytum cumingianum (Turcz.) Edgew. & Hook.f.
- Biophytum cumingii Klotzsch
- Biophytum homblei De Wild.
- Biophytum nervifolium Thwaites
- Biophytum poterioides Edgew. & Hook.f.
- Biophytum sesbanioides Edgew. & Hook.f.
- Biophytum somnulentum Goebel
- Oxalis candolleana Steud.
- Oxalis petersianum Müll.Berol.
- Oxalis sensitiva L.[5]

## Nombres comunes
- suluque de la India, yerba del amor, yerba viva.[1]